# Cayetano Cardero y Romeo
Cayetano Cardero y Romeo (Isla de León, San Fernando, Cádiz, 1799 - 30 de julio de 1862) fue un político español.

## Reseña biográfica
En 1836 fue secretario de la Inspección General de la Milicia Nacional del Reino.
En 1836 fue vocal y secretario de la misma Junta Consultiva.
En 1836 fue subinspector y comandante de la Segunda Brigada de la Milicia Nacional de la provincia de Madrid.
En 1841 fue jefe político de la provincia de Badajoz.
En 1843 fue gobernador de la provincia de Málaga.
En 1854 fue gobernador de la provincia de Zaragoza.
El día 21 de agosto de 1854 se instala nuevamente la Diputación Provincial de Zaragoza y se le nombró presidente de la misma'y gobernador de la provincia.
Del 21 de agosto de 1854 al14 de diciembre de 1854 fue Presidente de la Diputación Provincial de Zaragoza.
Marchó de la ciudad comisionado por el gobierno central. En su ausencia fue sustituido por Manuel de Pessino. 
Fue diputado a Cortes.
En 1855 fue gobernador de la provincia de Málaga.
En 1855 fue gobernador de la provincia de Madrid.

## Condecoraciones
- Caballero de la Real y Militar Orden de San Hermenegildo (1836).[1]
- Caballero de la Orden de San Fernando (1836).[1]
- Gran Cruz de Isabel Ia Católica por su labor como Gobernador de Zaragoza.[1]

| Predecesor: Benito Fernández  | Presidente de la Diputación Provincial de Zaragoza 21 de agosto de 1854 -14 de diciembre de 1854 | Sucesor: Manuel de Pessino |
| Predecesor: Manuel de Pessino | Presidente de la Diputación Provincial de Zaragoza 06 de julio de 1855 - 13 de octubre de 1855   | Sucesor: Antero Gómez      |